# Macross Frontier VOCAL COLLECTION Nyan Tama♀
Macross Frontier VOCAL COLLECTION Nyan Tama♀ (マクロスF(フロンティア) VOCAL COLLECTION 娘たま♀?) es el álbum compilación de la Banda sonora de Macross Frontier, lanzado al mercado el día 3 de diciembre del año 2008 bajo el sello Victor Entertainment.

## Detalles
Este álbum es la colección completa de canciones de la serie Macross Frontier, compuesta casi en su totalidad por la compositora Yoko Kanno, además incluye las canciones de apertura, fondo y cierre interpretadas por las cantantes Megumi Nakajima, May'n y Maaya Sakamoto también compuestas y arregladas por Kanno, este álbum también incluye canciones que no fueron incluidas en las Bandas Sonoras previas.
Lista de canciones CD1

Toda la música compuesta por Yoko Kanno excepto disco 1/pista #11 compuesta por Kentarō Haneda y disco 1/track #18 y disco 2/pista #9 compuesta por Kazuhiko Kato. 
| Número de Catálogo: VTCL-60100 | |                                               |                         |          |  |
| N.º                            | Título                                                                                              | Letras                                        | Vocalista               | Duración |  |
| 1.                             | «Triangler (トライアングラー?)»                                                                     | Gabriela Robin                                | Maaya Sakamoto          | 4:39     |  |
| 2.                             | «What 'bout my star?@Formo»                                                                         | hal                                           | Megumi Nakajima & May'n | 4:47     |  |
| 3.                             | «Aimo (アイモ?)»                                                                                    | Gabriela Robin                                | Megumi Nakajima         | 1:34     |  |
| 4.                             | «Diamond Crevasse ~ Tenbō Kōen ni te (ダイアモンド クレバス～展望公園にて?)»                        | hal                                           | Megumi Nakajima & May'n | 0:44     |  |
| 5.                             | «Welcome To My FanClub's Night!»                                                                    | hal                                           | May'n                   | 3:45     |  |
| 6.                             | «Iteza Gogo Kuji Don't be late (射手座☆午後九時Don't be late?)»                                     | Dai Satou, hal, Mike Sugiyama, Gabriela Robin | May'n                   | 5:44     |  |
| 7.                             | «What 'bout my star?»                                                                               | hal                                           | May'n                   | 5:07     |  |
| 8.                             | «Infinity #7 (インフィニティ #7?)»                                                                  | Yuho Iwasato                                  | May'n & Megumi Nakajima | 4:07     |  |
| 9.                             | «"Chō Jikū Hanten Nyan Nyan" CM Song (Ranka Version) (「超時空飯店 娘々」CMソング(Ranka Version)?)» | Hiroyuki Yoshino                              | Megumi Nakajima         | 0:21     |  |
| 10.                            | «Seikan Hikō (星間飛行?)»                                                                           | Takashi Matsumoto                             | Megumi Nakajima         | 3:58     |  |
| 11.                            | «Watashi no Kare wa Pilot (私の彼はパイロット?)»                                                    | Akane Asa                                     | Megumi Nakajima         | 2:46     |  |
| 12.                            | «Neko Nikki (ねこ日記?)»                                                                            | Hiroshi Ichikura                              | Megumi Nakajima         | 4:11     |  |
| 13.                            | «Ninjiin Loves you yeah! (ニンジーン Loves you yeah!?)»                                             | Hiroshi Ichikura                              | Megumi Nakajima         | 1:02     |  |
| 14.                            | «Uchū Kyōdaibune (宇宙兄弟船?)»                                                                     |                                               | Kiichiro Tokugawa       | 1:46     |  |
| 15.                            | «SMS Shōtai no Uta ~ Ano Ko wa Alien (SMS小隊の歌～あの娘はエイリアン?)»                            | Eiji Kurokawa                                 | SMS Platoon             | 1:02     |  |
| 16.                            | «Aimo O.C. (アイモ O.C.?)»                                                                          | Maaya Sakamoto, Gabriela Robin                | Megumi Nakajima         | 4:58     |  |
| 17.                            | «Aimo ~ Tori no Hito (アイモ～鳥のひと?)»                                                           | Gabriela Robin, Maaya Sakamoto                | Megumi Nakajima         | 3:36     |  |
| 18.                            | «Ai Oboete Imasu ka (愛・おぼえていますか?)»                                                        | Kazumi Yasui                                  | Megumi Nakajima         | 5:00     |  |
| 19.                            | «Diamond Crevasse (ダイアモンド クレバス?)»                                                         | hal                                           | May'n                   | 5:59     |  |
| 20.                            | «Aimo ~Koi no Uta~ (アイモ～こいのうた～?)»                                                         | Gabriela Robin, Maaya Sakamoto                | Maaya Sakamoto          | 2:16     |  |
| 21.                            | «Infinity #7 (without vocals) (インフィニティ #7?)» (bonus track)                                   |                                               |                         | 4:07     |  |
| 22.                            | «Ninjiin Loves you yeah! (without vocals) (ニンジーン Loves you yeah!?)» (bonus track)              |                                               |                         | 1:01     |  |
| 143:08                         | |                                               |                         |          |  |

Lista de canciones CD2

| Número de Catálogo: VTCL-60101 | |                              |                                  |          |  |
| N.º                            | Título | Letras                       | Vocalista                        | Duración |  |
| 1.                             | «Lion (ライオン?)» | Gabriela Robin               | May'n & Megumi Nakajima          | 5:06     |  |
| 2.                             | «Diamond Crevasse 50/50 (ダイアモンド クレバス 50/50?)» | hal                          | Megumi Nakajima & May'n          | 2:32     |  |
| 3.                             | «Sheryl no Aimo (シェリルのアイモ?)» | Gabriela Robin               | May'n                            | 2:15     |  |
| 4.                             | «Yōsei (妖精?)» | Mana Anju                    | May'n                            | 5:15     |  |
| 5.                             | «Northern Cross (ノーザンクロス?)» | Yuho Iwasato, Gabriela Robin | May'n                            | 4:57     |  |
| 6.                             | «Brera to Ko-Ranka no Aimo (ブレラと子ランカのアイモ?)» | Gabriela Robin               | Megumi Nakajima                  | 0:26     |  |
| 7.                             | «Anata no Oto (アナタノオト?)» | Mana Anju                    | Megumi Nakajima                  | 5:01     |  |
| 8.                             | «Ao no Ether (蒼のエーテル?)» | Maaya Sakamoto               | Megumi Nakajima                  | 3:48     |  |
| 9.                             | «Ai Oboete Imasu ka ~ bless the little queen (愛・おぼえていますか?)» | Kazumi Yasui                 | Megumi Nakajima                  | 4:31     |  |
| 10.                            | «Nyan Nyan Special Service Medley (Toku Mori) (娘々スペシャルサービスメドレー (特盛り)?) 1. Lion (ライオン?) 2. Infinity (インフィニティ?) 3. Watashi no Kare wa Pilot (私の彼はパイロット?) 4. Diamond Crevasse (ダイアモンド クレバス?) 5. Seikan Hikō (星間飛行?) 6. What ’bout my star? 7. Iteza☆Gogo Kuji Don't be late (射手座☆午後九時Don't be late?) 8. Triangler (トライアングラー?) 9. Anata no Oto (アナタノオト?) 10. Aimo (アイモ?) 11. What ’bout my star? 12. Lion (ライオン?) 13. Ai Oboete Imasu ka (愛・おぼえていますか?) 14. Lion (ライオン?)» |                              | May'n & Megumi Nakajima          | 12:25    |  |
| 11.                            | «Triangler (fight on stage) (トライアングラー?)» | Gabriela Robin               | May'n & Megumi Nakajima          | 5:04     |  |
| 12.                            | «Haha to Ko-Ranka no Aimo (母と子ランカのアイモ?)» | Gabriela Robin               | Megumi Nakajima & Maaya Sakamoto | 2:13     |  |
| 13.                            | «Nyan Nyan Special Service Medley (Toku Mori without vocals) (娘々スペシャルサービスメドレー (特盛り without vocals)?)» (bonus track) |                              |                                  | 12:27    |  |
| 14.                            | «Anata no Oto (without vocals) (アナタノオト?)» (bonus track) |                              |                                  | 4:59     |  |
| 70:49                          | |                              |                                  |          |  |